# Triple Crown (wrestling)
Nel wrestling la Triple Crown è un riconoscimento riservato ai lottatori che hanno vinto i tre titoli principali di una determinata federazione.
La Triple Crown si ottiene conquistando tre titoli, sulla falsariga di quanto accade nel golf e nel tennis: solitamente i titoli in questione sono i due riservati alla competizione singola ed uno appartenente alla categoria di coppia; non sempre un wrestler che ha completato la Triple Crown si fregia anche del Grand Slam.

## WWE

### Storia

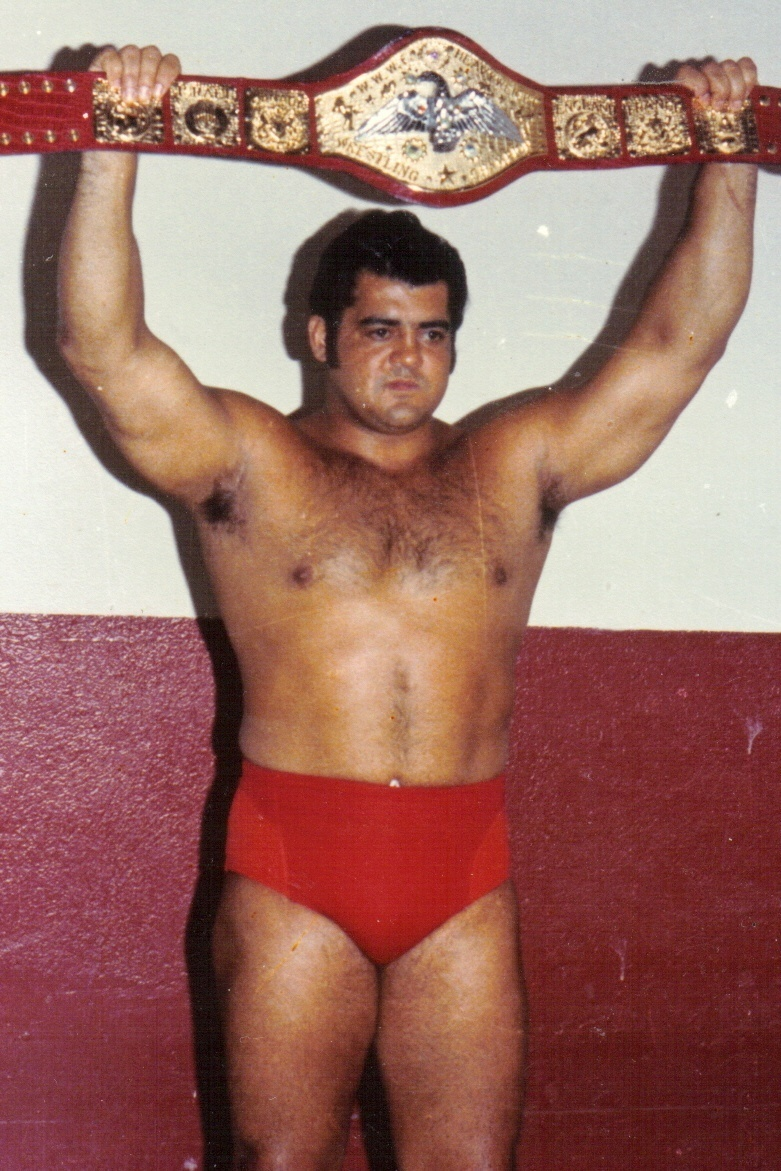
Pedro Morales, il primo wrestler della WWE ad aver completato la Triple Crown

Nella World Wrestling Entertainment, nota come World Wrestling Federation fino al 2002, si parlò per la prima volta di Triple Crown nel dicembre del 1980, quando Pedro Morales indicò sé stesso quale primo wrestler ad aver vinto il WWF Championship, il World Tag Team Championship e l'Intercontinental Championship.
Con la prima Brand Extension del 2002, in seguito alla divisione del roster in due franchigie distinte (Raw e SmackDown), al raggiungimento della Triple Crown poteva contribuire la conquista del World Heavyweight Championship in sostituzione del WWE Championship, nonché quella del WWE Tag Team Championship al posto del World Tag Team Championship.
Nell'aprile del 2019 la WWE ha annunciato che in seguito alla vittoria dell'NXT Championship, dell'NXT North American Championship e dell'NXT Tag Team Championship (con Tommaso Ciampa) conseguita da Johnny Gargano, egli è divenuto il primo NXT Triple Crown Champion.
Nel maggio del 2019 la WWE ha annunciato che in seguito alla vittoria del Raw Women's Championship, dello SmackDown Women's Championship e del Women's Tag Team Championship (con Sasha Banks) conseguita da Bayley, lei è la prima Women's Triple Crown.
Nel settembre del 2019 la WWE ha annunciato che in seguito alla vittoria del Raw Tag Team Championship, dello SmackDown Tag Team Championship e dell'NXT Tag Team Championship conseguita dai Revival, loro sono considerati come i primi Tag Team Triple Crown Champions.

### Lista dei vincitori
| Legenda:          | Legenda:                                                                                         |
| ----------------- | ------------------------------------------------------------------------------------------------ |
| Titolo in corsivo | Indica un titolo che è stato ritirato                                                            |
| Data in grassetto | Indica la data in cui il wrestler ha completato la Triple Crown                                  |
| Data in corsivo   | Indica la data in cui il wrestler ha vinto un titolo quando aveva già completato la Triple Crown |
| Nome in grassetto | Indica un wrestler che ha completato anche il Grand Slam                                         |

| #   | Nome                     | Titolo di prima fascia | Titolo di prima fascia | Titolo di coppia  | Titolo di coppia   | Titolo di seconda fascia |
| #   | Nome                     | WWF/E                  | World Heavyweight      | WWE/Raw Tag Team  | WWF/World Tag Team | Intercontinental         |
| --- | ------------------------ | ---------------------- | ---------------------- | ----------------- | ------------------ | ------------------------ |
| 1°  | Pedro Morales            | 8 febbraio 1971        | —                      | —                 | 9 agosto 1980      | 8 dicembre 1980          |
| 2°  | Bret Hart                | 12 ottobre 1992        | —                      | —                 | 26 gennaio 1987    | 26 agosto 1991           |
| 3°  | Diesel                   | 26 novembre 1994       | —                      | —                 | 28 agosto 1994     | 13 aprile 1994           |
| 4°  | Shawn Michaels           | 31 marzo 1996          | 17 novembre 2002       | 13 dicembre 2009  | 28 agosto 1994     | 27 ottobre 1992          |
| 5°  | Steve Austin             | 29 marzo 1998          | —                      | —                 | 26 maggio 1997     | 3 agosto 1997            |
| 6°  | The Rock                 | 15 novembre 1998       | —                      |                   | 30 agosto 1999     | 13 febbraio 1997         |
| 7°  | Triple H                 | 23 agosto 1999         | 2 settembre 2002       | 13 dicembre 2009  | 29 aprile 2001     | 21 ottobre 1996          |
| 8°  | Kane                     | 28 giugno 1998         | 18 luglio 2010         | 19 aprile 2011    | 13 luglio 1998     | 20 maggio 2001           |
| 9°  | Chris Jericho            | 9 dicembre 2001        | 7 settembre 2008       | 28 giugno 2009    | 21 maggio 2001     | 12 dicembre 1999         |
| 10° | Kurt Angle               | 22 ottobre 2000        | 10 gennaio 2006        | 20 ottobre 2002   | —                  | 27 febbraio 2000         |
| 11° | Eddie Guerrero           | 15 febbraio 2004       | —                      | 17 novembre 2002  | —                  | 5 settembre 2000         |
| 12° | Chris Benoit             | —                      | 14 marzo 2004          | 20 ottobre 2002   | 21 maggio 2001     | 2 aprile 2000            |
| 13° | Ric Flair                | 19 gennaio 1992        | —                      | —                 | 14 dicembre 2003   | 18 settembre 2005        |
| 14° | Edge                     | 8 gennaio 2006         | 8 maggio 2007          | 5 novembre 2002   | 2 aprile 2000      | 24 luglio 1999           |
| 15° | Rob Van Dam              | 11 giugno 2006         | —                      | 7 dicembre 2004   | 31 marzo 2003      | 17 marzo 2002            |
| 16° | Booker T                 |                        | 23 luglio 2006         |                   | 1º novembre 2001   | 7 luglio 2003            |
| 17° | Randy Orton              | 7 ottobre 2007         | 15 agosto 2004         | 21 agosto 2021    | 13 novembre 2006   | 14 dicembre 2003         |
| 18° | Jeff Hardy               | 14 dicembre 2008       | 7 giugno 2009          | 2 aprile 2017     | 5 luglio 1999      | 10 aprile 2001           |
| 19° | CM Punk                  | 17 luglio 2011         | 30 giugno 2008         |                   | 27 ottobre 2008    | 19 gennaio 2009          |
| 20° | John "Bradshaw" Layfield | 27 giugno 2004         | —                      | —                 | 25 maggio 1999     | 9 marzo 2009             |
| 21° | Rey Mysterio             | 25 luglio 2011         | 2 aprile 2006          | 5 novembre 2002   | —                  | 5 aprile 2009            |
| 22° | Dolph Ziggler            |                        | 15 febbraio 2011       | 3 settembre 2018  | 3 aprile 2006      | 28 luglio 2010           |
| 23° | Christian                |                        | 1º maggio 2011         |                   | 2 aprile 2000      | 23 settembre 2001        |
| 24° | Big Show                 | 14 novembre 1999       | 18 dicembre 2011       | 26 luglio 2009    | 22 agosto 1999     | 1º aprile 2012           |
| 25° | The Miz                  | 22 novembre 2010       | —                      | 13 novembre 2007  | 13 dicembre 2008   | 23 luglio 2012           |
| 26° | Daniel Bryan             | 18 agosto 2013         | 18 dicembre 2011       | 16 settembre 2012 | —                  | 29 marzo 2015            |
| 27° | Dean Ambrose             | 19 giugno 2016         | —                      | 20 agosto 2017    | —                  | 13 dicembre 2015         |
| 28° | Roman Reigns             | 22 novembre 2015       | —                      | 19 maggio 2013    | —                  | 20 novembre 2017         |
| 29° | Seth Rollins             | 29 marzo 2015          | —                      | 19 maggio 2013    | —                  | 8 aprile 2018            |
| 30° | Kofi Kingston            | 7 aprile 2019          | —                      | 22 agosto 2011    | 27 ottobre 2008    | 27 giugno 2008           |
| 31° | Drew McIntyre            | 26 marzo 2020          | —                      | 19 settembre 2010 | —                  | 13 dicembre 2009         |
| 32° | AJ Styles                | 11 settembre 2016      | —                      | 10 aprile 2021    | —                  | 8 giugno 2020            |
| 33° | Big E                    | 13 settembre 2021      | —                      | 26 aprile 2015    | —                  | 18 novembre 2013         |
| 34º | Cody Rhodes              | 7 aprile 2024          | —                      | 19 settembre 2010 | 10 dicembre 2007   | 9 agosto 2011            |

### Lista dei vincitori di NXT
| Legenda:          | Legenda:                                                        |
| ----------------- | --------------------------------------------------------------- |
| Data in grassetto | Indica la data in cui il wrestler ha completato la Triple Crown |

| #  | Nome           | NXT            | North American  | Tag Team         |
| -- | -------------- | -------------- | --------------- | ---------------- |
| 1° | Johnny Gargano | 5 aprile 2019  | 26 gennaio 2019 | 19 novembre 2016 |
| 2° | Adam Cole      | 1º giugno 2019 | 7 aprile 2018   | 29 novembre 2017 |

### Lista dei vincitori di NXT UK
| Legenda:          | Legenda:                                                        |
| ----------------- | --------------------------------------------------------------- |
| Data in grassetto | Indica la data in cui il wrestler ha completato la Triple Crown |

| #  | Nome       | NXT United Kingdom Championship | NXT UK Heritage Cup | NXT UK Tag Team Championship |
| -- | ---------- | ------------------------------- | ------------------- | ---------------------------- |
| 1° | Tyler Bate | 15 gennaio 2017                 | 20 maggio 2021      | 9 dicembre 2021              |

### Lista dei vincitori per la categoria tag team
Nella seguente classifica fanno eccezione (al momento) solo Chad Gable e Jason Jordan, i quali hanno vinto insieme, negli American Alpha, lo SmackDown Tag Team Championship e l'NXT Tag Team Championship ma non il Raw Tag Team Championship, che hanno invece vinto singolarmente.
| Legenda:          | Legenda:                                                        |
| ----------------- | --------------------------------------------------------------- |
| Data in grassetto | Indica la data in cui il tag team ha completato la Triple Crown |

| #  | Tag team                                   | Raw              | SmackDown         | NXT              |
| -- | ------------------------------------------ | ---------------- | ----------------- | ---------------- |
| 1° | The Revival                                | 11 febbraio 2019 | 15 settembre 2019 | 22 ottobre 2015  |
| 2° | The Street Profits                         | 2 marzo 2020     | 12 ottobre 2020   | 1º giugno 2019   |
| 3° | The New Day (Kofi Kingston e Xavier Woods) | 12 dicembre 2020 | 9 ottobre 2020    | 10 dicembre 2022 |

### Lista delle vincitrici
| Legenda:          | Legenda:                                                        |
| ----------------- | --------------------------------------------------------------- |
| Data in grassetto | Indica la data in cui la wrestler ha completato la Triple Crown |
| Nome in grassetto | Indica una wrestler che ha completato anche il Grand Slam       |

| #  | Nome            | WWE Women's Championship | Women's World Championship | WWE Women's Tag Team Championship |
| -- | --------------- | ------------------------ | -------------------------- | --------------------------------- |
| 1ª | Bayley          | 13 febbraio 2017         | 19 maggio 2019             | 17 febbraio 2019                  |
| 2ª | Alexa Bliss     | 30 aprile 2017           | 4 dicembre 2016            | 5 agosto 2019                     |
| 3ª | Asuka           | 15 aprile 2020           | 16 dicembre 2018           | 6 ottobre 2019                    |
| 4ª | Sasha Banks     | 25 luglio 2016           | 25 ottobre 2020            | 17 febbraio 2019                  |
| 5ª | Charlotte Flair | 3 aprile 2016            | 14 novembre 2017           | 20 dicembre 2020                  |
| 6ª | Becky Lynch     | 7 aprile 2019            | 11 settembre 2016          | 27 febbraio 2023                  |
| 7ª | Rhea Ripley     | 11 aprile 2021           | 1º aprile 2023             | 20 settembre 2021                 |
| 8ª | Ronda Rousey    | 19 agosto 2018           | 8 maggio 2022              | 29 maggio 2023                    |
| 9ª | Bianca Belair   | 2 aprile 2022            | 10 aprile 2021             | 4 maggio 2024                     |

## World Championship Wrestling

### Lista dei vincitori
| # | Nome                | Titolo di prima fascia | Titolo di coppia | Titolo di seconda fascia |
| # | Nome                | World Heavyweight      | World Tag Team   | United States            |
| - | ------------------- | ---------------------- | ---------------- | ------------------------ |
| 1 | Ric Flair           | 11 gennaio 1991        | 26 dicembre 1976 | 29 luglio 1977           |
| 2 | Lex Luger           | 14 luglio 1991         | 27 marzo 1988    | 11 luglio 1987           |
| 3 | Sting               | 29 febbraio 1992       | 22 gennaio 1996  | 25 agosto 1991           |
| 4 | Diamond Dallas Page | 11 aprile 1999         | 31 maggio 1999   | 28 dicembre 1997         |
| 5 | Goldberg            | 6 luglio 1998          | 7 dicembre 1999  | 20 aprile 1998           |
| 6 | Bret Hart           | 7 dicembre 1999        | 20 luglio 1998   | 21 novembre 1999         |
| 7 | Chris Benoit        | 16 gennaio 2000        | 14 marzo 1999    | 9 agosto 1999            |
| 8 | Scott Steiner       | 26 novembre 2000       | 1º novembre 1989 | 11 aprile 1999           |
| 9 | Booker T            | 9 luglio 2000          | 3 maggio 1995    | 18 marzo 2001            |

## Extreme Championship Wrestling
La ECW non riconosce Rob Van Dam come vincitore della Triple Crown in quanto conquistò l'ECW World Championship all'interno della WWE.

### Lista dei vincitori
| # | Nome            | Titolo di prima fascia | Titolo di coppia | Titolo di seconda fascia |
| # | Nome            | ECW World              | World Tag Team   | Television               |
| - | --------------- | ---------------------- | ---------------- | ------------------------ |
| 1 | Mikey Whipwreck | 28 ottobre 1995        | 27 agosto 1994   | 13 maggio 1994           |
| 2 | Sabu            | 9 agosto 1997          | 4 febbraio 1995  | 13 novembre 1993         |
| 3 | Taz             | 10 gennaio 1999        | 4 dicembre 1993  | 6 marzo 1994             |

## Total Nonstop Action Wrestling
Nella Total Nonstop Action Wrestling il Triple Crown era originariamente assegnato a coloro che avevano vinto i tre titoli difesi nella federazione tra il 2002 e il 2007, ovvero l'NWA World Heavyweight Championship, l'NWA World Tag Team Championship e il TNA X Division Championship. Non era inizialmente noto se coloro che avevano vinto l'NWA World Heavyweight Championship o l'NWA World Tag Team Championship, prima o dopo l'acquisizione e l'utilizzo dei titoli da parte della TNA, erano considerati validi per il completamento del Triple Crown.
Nel maggio 2007 la TNA ha perso il diritto di assegnare ai propri wrestler i titoli di proprietà della National Wrestling Alliance (NWA), ovvero l'NWA World Heavyweight Championship e l'NWA World Tag Team Championship. Contestualmente vennero presentati il TNA World Heavyweight Championship e il TNA World Tag Team Championship; ciò significa che il TNA World Heavyweight Championship e il TNA World Tag Team Championship sono entrati a far parte del Triple Crown.

### Lista dei vincitori
| #  | Nome           | Titolo di prima fascia | Titolo di prima fascia | Titolo di coppia   | Titolo di coppia  | Titolo di seconda fascia | Titolo di seconda fascia |
| #  | Nome           | World Heavyweight      | TNA/Impact World       | NWA World Tag Team | World Tag Team    | X Division               |                          |
| -- | -------------- | ---------------------- | ---------------------- | ------------------ | ----------------- | ------------------------ | ------------------------ |
| 1  | A.J. Styles    | 11 giugno 2003         | 20 settembre 2009      | 3 luglio 2002      | 14 ottobre 2007   | 19 giugno 2002           |                          |
| 2  | Kurt Angle     | —                      | 17 giugno 2007         | —                  | 12 agosto 2007    | 12 agosto 2007           |                          |
| 3  | Samoa Joe      | —                      | 14 aprile 2008         | —                  | 15 luglio 2007    | 11 settembre 2005        |                          |
| 4  | Abyss          | 19 novembre 2006       |                        | 4 febbraio 2004    | 19 settembre 2014 | 19 maggio 2011           |                          |
| 5  | Austin Aries   | —                      | 8 luglio 2012          | —                  | 25 gennaio 2013   | 11 settembre 2011        |                          |
| 6  | Chris Sabin    | —                      | 18 luglio 2013         | —                  | 11 luglio 2010    | 14 maggio 2003           |                          |
| 7  | Eric Young     | —                      | 10 aprile 2014         | 12 ottobre 2004    | 4 maggio 2010     | 7 dicembre 2008          |                          |
| 8  | Eddie Edwards  | —                      | 3 ottobre 2016         | —                  | 23 febbraio 2014  | 12 giugno 2016           |                          |
| 9  | Josh Alexander | —                      | 23 ottobre 2021        | —                  | 5 luglio 2019     | 29 aprile 2020           |                          |
| 10 | Alex Shelley   | —                      | 9 giugno 2023          | —                  | 11 luglio 2010    | 11 gennaio 2009          |                          |

## New Japan Pro-Wrestling

### Lista dei vincitori
| # | Nome              | Titolo di prima fascia | Titolo di seconda fascia | Titolo di terza fascia |
| # | Nome              | IWGP Heavyweight       | IWGP Intercontinental    | NEVER Openweight       |
| - | ----------------- | ---------------------- | ------------------------ | ---------------------- |
| 1 | Tetsuya Naito     | 10 aprile 2016         | 25 settembre 2016        | 29 settembre 2013      |
| 2 | Evil              | 12 luglio 2020         | 12 luglio 2020           | 5 novembre 2016        |
| 3 | Kōta Ibushi       | 4 gennaio 2021         | 6 aprile 2019            | 9 dicembre 2018        |
| 4 | Hiroshi Tanahashi | 17 luglio 2006         | 4 gennaio 2014           | 30 gennaio 2021        |
| 5 | Jay White         | 11 febbraio 2019       | 22 settembre 2019        | 3 maggio 2021          |

## Lucha Libre AAA Worldwide

### Lista dei vincitori
| # | Nome      | Titolo di prima fascia | Titolo di coppia | Titolo di seconda fascia |
| # | Nome      | AAA Mega               | World Tag Team   | Latin American           |
| - | --------- | ---------------------- | ---------------- | ------------------------ |
| 1 | Fénix     | 25 agosto 2018         | 16 marzo 2019    | 18 giugno 2022           |
| 2 | El Mesías | 16 settembre 2007      | 26 maggio 2017   | 10 novembre 2024         |